# Phelipara clarior
Phelipara clarior là một loài bọ cánh cứng trong họ Cerambycidae.